# Матч за звание чемпиона Франции по международным шашкам 1923
Матч за звание чемпиона Франции по стоклеточным шашкам между действующим чемпионом Мариусом Фабром и экс-чемпионом Альфредом Молимаром был проведён в Лионе с 9 по 19 сентября 1923 года. В январе 1922 года Молимар в матче с Фабром утратил титул чемпиона Франции. В 1923 году лионский шашечный клуб «Damier Lionnais» под эгидой и при содействии  Французской шашечной федерации (Fédération Damiste Française) организовал матч-реванш. Руководил проведением матча Марсель Боннар. Арбитром матча был Бенедикт Шпрингер. Игрался матч на большинство из десяти партий. Единственной результативной партией оказалась шестая. Фабр выиграл матч со счётом +1-0=9 и сохранил звание чемпиона Франции.

## Таблица матча
| Имя             | 1 | 2 | 3 | 4 | 5 | 6 | 7 | 8 | 9 | 10 | очки |
| --------------- | - | - | - | - | - | - | - | - | - | -- | ---- |
| Альфред Молимар | 1 | 1 | 1 | 1 | 1 | 0 | 1 | 1 | 1 | 1  | 9    |
| Мариус Фабр     | 1 | 1 | 1 | 1 | 1 | 2 | 1 | 1 | 1 | 1  | 11   |